# Come organizzare un concorso?
Come organizzare un concorso? (in russo Как организовать соревнование??, Kak organizavat' sorevnovanie?), è un articolo scritto da Vladimir Lenin, scritto tral 6 ed il 9 gennaio 1918, pubblicato per la prima volta il 20 gennaio 1929 sul quotidiano Pravda n. 17.

## Contenuto
L'idea principale del lavoro è "È necessario organizzare una competizione di praticanti-organizzatori di lavoratori e contadini tra loro". I proletari ei contadini, divenuti la classe dirigente dopo la vittoria della Rivoluzione d'Ottobre, si oppongono «ai ricchi e ai loro tirapiedi, agli intellettuali borghesi», ma anche a «imbroglioni, parassiti e teppisti. Entrambi, il primo e l'ultimo, sono fratelli", afferma l'autore. Nonostante la posizione dell'egemone, "gli operai ei contadini sono ancora 'timidi', non hanno ancora padroneggiato il fatto che ora sono la classe dirigente, non sono ancora abbastanza decisivi". È necessario risvegliare la creatività indipendente delle masse nell'organizzazione della vita economica dello stato, cioè condurre una contabilità e un controllo veramente di massa della produzione e distribuzione dei prodotti. Le parole "contabilità e controllo" sono ripetute nove volte nell'articolo di Lenin. Scritto in uno stile accattivante, "slogan", il lavoro si conclude con la richiesta di "aiutare a sviluppare" i talenti organizzativi, che "sono molti tra la gente, sono solo schiacciati", ma sono proprio forze così fresche che sono capaci di "salvare la Russia e salvare la causa del socialismo".
La "Grande enciclopedia sovietica" indica che questo lavoro ha svolto un ruolo storico nel movimento operaio dei primi piani quinquennali.